# Drosophila diamphidiopoda
Drosophila diamphidiopoda är en tvåvingeart som först beskrevs av Elmo Hardy 1965.  Drosophila diamphidiopoda ingår i släktet Drosophila och familjen daggflugor.
Artens utbredningsområde är Hawaii.